# Анна фон Золмс-Браунфелс (1538 – 1565)
Анна фон Золмс-Браунфелс (на немски: Anna von Solms-Braunfels; * 1538; † 10 май 1565 в Берлебург) е графиня от Золмс-Браунфелс и чрез женитба графиня на Сайн-Витгенщайн.
Тя е дъщеря на граф Филип фон Золмс-Браунфелс († 1581) и съпругата му Анна фон Текленбург († 1554), дъщеря на Ото VIII фон Текленбург († 1534) и Ирмгард фон Ритберг..
Анна фон Золмс-Браунфелс умира на 10 май 1565 г. на 27 години в Берлебург и е погребана в църквата там.

## Фамилия
Анна фон Золмс-Браунфелс се сгодява на 21 януари 1559 г. в дворец Диленбург и се омъжва на 25 януари 1559 г. в Берлебург за граф Лудвиг I фон Сайн-Витгенщайн (* 7 декември 1532; † 2 юли 1605), шестият син на граф Вилхелм I фон Сайн-Витгенщайн (1485 – 1570) и първата му съпруга Йоханета фон Изенбург-Ноймаген (1500 – 1563). Тя е първата му съпруга. Те имат три деца:
- Йоханета (* 15 февруари 1561; † 13 април 1622, Диленбург), омъжена на 14 юни 1586 г. в Берлебург за граф Йохан VI фон Насау-Диленбург (1536 – 1606)
- Юлиана (* 18 септември 1562; † 13 януари 1563)
- Георг II (* 30 април 1565; † 16 декември 1631), граф на Сайн-Витгенщайн-Берлебург, женен I. на 12 юни 1596 г. в Берлебург за графиня Елизабет фон Насау-Вайлбург (1572 – 1607), II. на 7 ноември 1608 г. в Диленбург за графиня Мария Анна Юлиана фон Насау-Диленбург (1592 – 1645)

Лудвиг I фон Сайн-Витгенщайн се жени втори път 1567 г. за Елизабет фон Золмс-Лаубах (1549 – 1599).